# Stahlia monosperma
Genre
Espèce
Statut de conservation UICN

 EN B1+2c, C2a, D : En danger
Stahlia monosperma est une espèce de plantes à fleurs dicotylédones de la famille des Fabaceae, sous-famille des Caesalpinioideae, originaire des Antilles. C'est l'unique espèce acceptée du genre Stahlia (genre monotypique).

## Étymologie
Le nom générique « Stahlia » est un hommage à Agustín Stahl (1842-1917), médecin et botaniste de Porto Rico.

L'épithète spécifique « monosperma » est un adjectif de latin botanique signifiant « à une seule graine », en référence aux gousses contenant une graine unique.

## Synonymes
- Caesalpinia monosperma Tul.[2] [5]
- Libidibia monosperma (Tul.) E. Gagnon & G. P. Lewis (préféré par GRIN)[5]
- Stahlia maritima Bello[2] [5]
- Stahlia monosperma (Tul.) Urb.[5]

## Liste des variétés
Selon Tropicos (16 octobre 2018) (Attention liste brute contenant possiblement des synonymes) :
- Stahlia monosperma var. domingensis Standl.
- Stahlia monosperma var. monosperma